# Findhorn Foundation
La Findhorn Foundation (Fundació Findhorn) és una associació amb objectius no lucratius fundada el 1962 per Eileen Caddy, Peter Caddy i Dorothy Maclean i registrada oficialment d'ençà 1972.
La "Findhorn Ecovillage", situat a la badia de Findhorn, al nord de l'Escòcia és el lloc on les idees de l'associació són dutes a la pràctica. Una comunitat espiritual internacional d'aproximadament 400 persones de caràcter New Age s'ha instal·lat en aquest lloc per tal d'experimentar un nou estil de vida d'acord amb el respecte del medi ambient.
La comunitat va ser en principi coneguda pel seu treball amb les plantes. El jardí on van aconseguir obtenir cols enormes a un terreny poc fèrtil gràcies al que anomenen una "comunicació subtil amb els Devas" de la natura, els va valer articles de premsa elogiosos i un cert interès mediàtic.
La fundació Findhorn acull nombrosos tallers d'ensenyaments holistics en el seu si com l'Experience week, els tallers sobre l'Eneagrama, la resolució dels conflictes o fins i tot el Joc de la Transformació.
El Findhorn Ecovillage acull persones interessades del món sencer i ha desenvolupat nombroses realitzacions ecològiques.